# Pajtovići
Pajtovići su naseljeno mjesto u općini Vareš, Federacija Bosne i Hercegovine, BiH.

## Stanovništvo

### 1991.
Nacionalni sastav stanovništva 1991. godine, bio je sljedeći:
ukupno: 35
- Srbi - 35

### 2013.
Nacionalni sastav stanovništva 2013. godine, bio je sljedeći:
ukupno: 1
- Srbi - 1